# Baie de Galway
Pour les articles homonymes, voir Galway (homonymie).
 (novembre 2018).
Si vous disposez d'ouvrages ou d'articles de référence ou si vous connaissez des sites web de qualité traitant du thème abordé ici, merci de compléter l'article en donnant les références utiles à sa vérifiabilité et en les liant à la section « Notes et références ».
La baie de Galway (en irlandais : Loch Lurgain ou Cuan na Gaillimhe) est une grande baie située sur la côte ouest de l'Irlande, entre le comté de Galway au nord et le comté de Clare au sud. La ville de Galway est située au nord-est de cette baie.
Elle mesure environ 50 km de long et de 10 à 30 km de largeur. Il existe de nombreuses îles dans cette baie, notamment les Îles d'Aran situées à l'ouest.

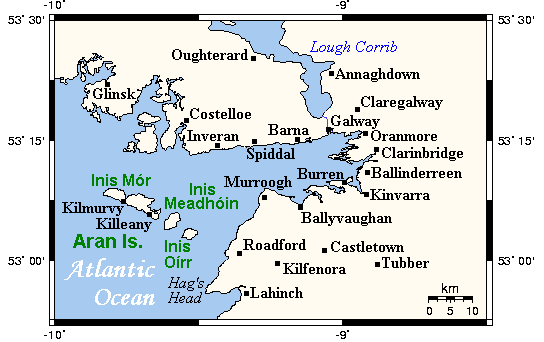
Carte de la baie de Galway et de ses environs.